# 克洛德·达让斯
克洛德·若望·伯多禄·达让斯（法語：Claude Jean Pierre Dagens，發音：[klod ʒɑ̃ pjɛʁ daʒɑ̃s]；1940年5月20日—），法国天主教会主教。生于法国波尔多，现任昂古莱姆主教。2008年，他当选法兰西学术院院士，继承2007年4月去世的历史学家勒内·雷蒙空出的1号席位。其当选的重要原因是前院士、枢机主教若望-马里·吕斯蒂热2007年去世后，学院要延续院士中有神职人员的传统。